# Epidendrum polygonatum
Epidendrum polygonatum är en orkidéart som beskrevs av John Lindley. Epidendrum polygonatum ingår i släktet Epidendrum och familjen orkidéer. Inga underarter finns listade i Catalogue of Life.